# Regarde-moi (film, 2000)
Pour les articles homonymes, voir Regarde-moi (homonymie).
Pour plus de détails, voir Fiche technique et Distribution.
Regarde-moi est un film franco-belge réalisé par Frédéric Sojcher produit en 2000 et sorti en 2002.

## Synopsis
Un homme écrit une pièce de théâtre, pour essayer de comprendre ce qui arrive à son fils, parti sur une île Grecque à la suite d'une histoire d'amour.

## Fiche technique
- Réalisation : Frédéric Sojcher
- Scénario : Frédéric Sojcher, Jean-Luc Goossens
- Production : Ciné-Film, Prima Vista, Radio Télévision Belge Francophone (RTBF)
- Directeurs de la photo : Michel Baudour, Paul Vercheval
- Musique : Jay Alanski
- Montage : Denise Vindevogel
- Durée : 85 minutes
- Date de sortie : 
  - France : 20 novembre 2002

## Distribution
- Sandrine Blancke
- Mathieu Carrière
- Carmen Chaplin
- Claire Nebout
- Jean-Paul Comart